# Rina Takeda
Rina Takeda (武田 梨奈, Takeda Rina), née le 15 juin 1991 dans la préfecture de Kanagawa, est une actrice japonaise.

## Biographie
Rina Takeda commence le karaté à l'âge de 10 ans. Elle débute au cinéma à l'âge de 17 ans.

## Filmographie

### Au cinéma
- 2009 : High Kick Girl! (ハイキック・ガール!, Hai kikku gāru!?) de Fuyuhiko Nishi : Kei Tsuchiya
- 2010 : Shōjo senshiden shion (少女戦士伝　シオン?) de Masaharu Takizawa
- 2011 : Karate Girl (KG カラテガール, Keijī karate gāru?) de Yoshikatsu Kimura (ja)
- 2011 : The Kunoichi: Ninja Girl (女忍 KUNOICHI, Nyonin kunoichi?) de Seiji Chiba (ja)
- 2012 : Dead Sushi (デッド寿司, Deddo sushi?) de Noboru Iguchi : Keiko
- 2013 : Iya monogatari: Oku no hito (祖谷物語 おくのひと?) de Tetsuichirō Tsuta (ja) : Haruna
- 2014 : Gothic Lolita Battle Bear (ヌイグルマーZ, Nuigurumā Z?) de Noboru Iguchi
- 2014 : Danger Dolls (少女は異世界で戦った, Shōjo wa isekai de tatakatta?) de Shūsuke Kaneko : Rei
- 2015 : L'Attaque des Titans (進撃の巨人, Shingeki no kyojin?) de Shinji Higuchi : Lil
- 2017 : Re:Born de Yūji Shimomura (ja)
- 2018 : The World's Longest Photograph (世界でいちばん長い写真, Sekai de ichiban nagai shashin?) de Shōgo Kusano
- 2018 : Misozi onna wa romanchikku na yume o miru ka? (三十路女はロマンチックな夢を見るか??) de Kentarō Yamagishi

### À la télévision
- 2009-2010 : The Ancient Dogoo Girl (古代少女ドグちゃん, Kodai shōjo doguchan?) de Noboru Iguchi (série TV)
- 2015-2020 : Wakako zake (ワカコ酒?) : Wakako Murasaki (série TV de cinq saisons)

## Récompense
- 24e Japanese Professional Movie Awards : prix de la meilleure nouvelle actrice pour Iya monogatari: Oku no hito[1]